# Công Tích Ai
Công Tích Ai (tiếng Trung: 公皙哀; bính âm: Gongxi Ai; Wade–Giles: Kung-hsi Ai), hay Công Tích Khắc (tiếng Trung: 公皙克), tự Quý Thứ (季次) hay Quý Huống (季況), tôn xưng Công Tích Tử (公皙子) người nước Tề thời Xuân thu, là một trong thất thập nhị hiền của Nho giáo.

## Cuộc đời
Khổng Tử từng than: Thiên hạ vô hạnh, nhiều người làm gia thần, làm quan ở kinh đô, chỉ có Quý Thứ chưa hề làm quan.
Tư Mã Thiên nhận xét: Quý Thứ, Nguyên Hiến là những người ở nơi quê mùa, đọc sách, muốn một mình giữ lấy đạo đức của người quân tử, vì nghĩa lý không chịu a dua theo thời, thế mà người đương thời cũng cười họ. Cho nên Quý Thứ, Nguyên Hiến trọn đời để nhà trống, lấy dây buộc cửa, mặc áo vải, ăn rau không biết chán. Họ chết đã hơn bốn trăm năm mà học trò còn nhớ mãi không quên.
Năm 72, thời Hán Minh Đế, Công Tích Ai được phối thờ trong Khổng miếu.